# Beitstad
Beitstad is een plaats in de Noorse gemeente Steinkjer in de provincie Trøndelag. Tot 1964 was het een zelfstandige gemeente. Het dorp ligt aan de oostkant van het gelijknamige Beitstadfjord aan Fylkesvei 17.

## Kerk

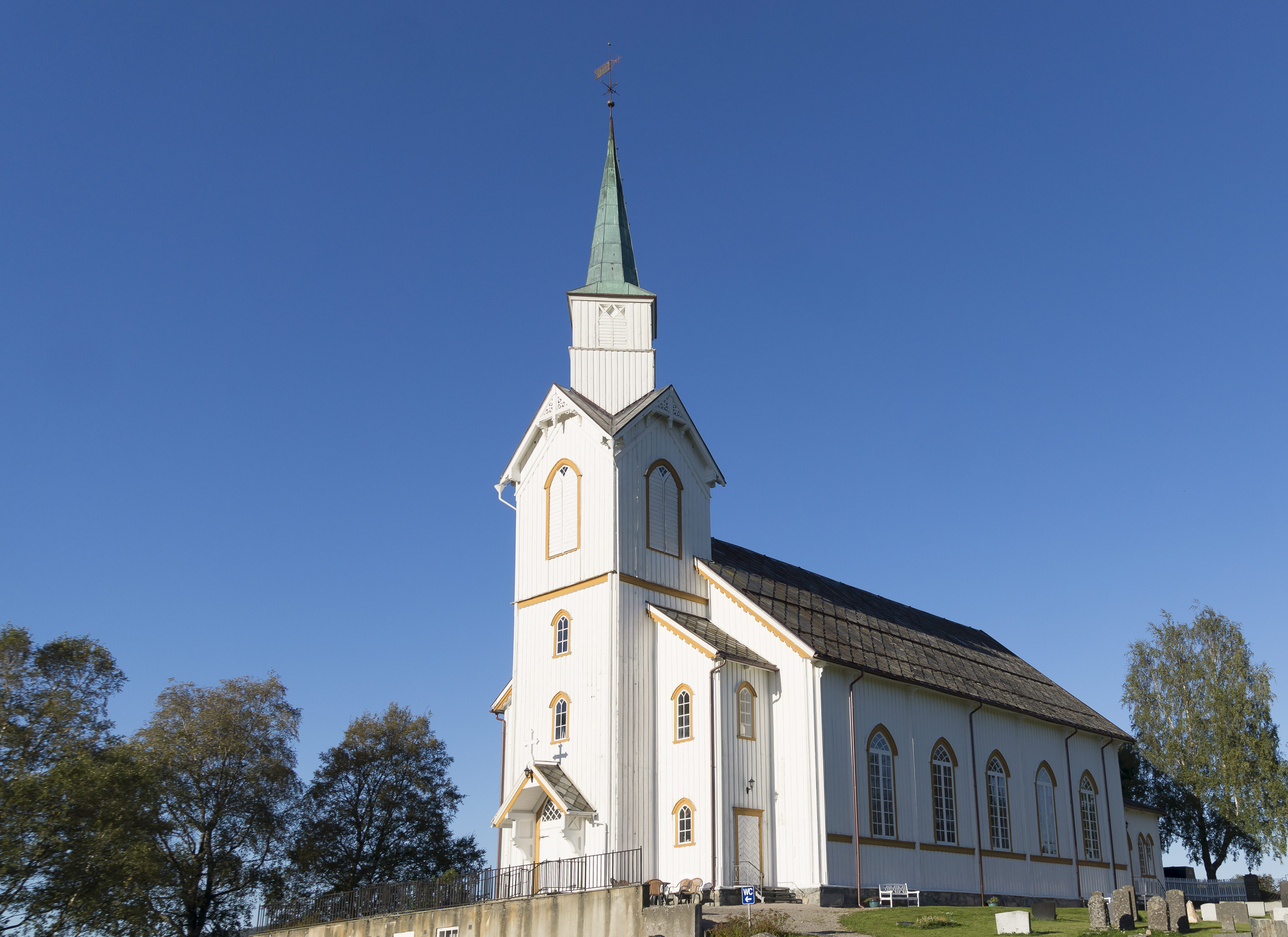

Beitstad heeft een houten kerk uit 1869. Het gebouw is ontworpen door de Deense architect Jacob Wilhelm Nordan. De kerk biedt plaats aan 700 mensen. Het gebouw is een beschermd monument. 